# The Home Depot

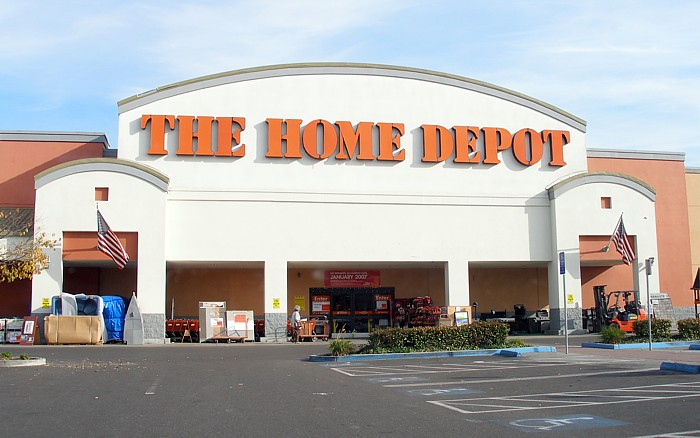
Ein Baumarkt von The Home Depot in East Palo Alto, Kalifornien

The Home Depot, Inc. ist eine US-amerikanische Baumarktkette mit Unternehmenssitz in Atlanta.
Mit einem Umsatz von 151,2 Mrd. US-Dollar, bei einem Gewinn von 16,4 Mrd. USD, steht The Home Depot laut Forbes Global 2000 auf Platz 76 der weltgrößten Unternehmen (Stand: Geschäftsjahr 2021) und in der Liste der größten Unternehmen in den Vereinigten Staaten steht The Home Depot an 20. Stelle. Das Unternehmen kam im Oktober 2022 auf eine Marktkapitalisierung von ca. 282 Mrd. USD und wird im Dow Jones gelistet.

## Geschichte
The Home Depot wurde 1978 in Atlanta von Bernard Marcus und Arthur Blank gegründet. Das Unternehmen wuchs schnell, bereits 1986 wurde ein Jahresumsatz von einer Milliarde US-Dollar erzielt. Im Geschäftsjahr 2017 betrug der Umsatz 100,9 Milliarden US-Dollar.
Im April 2006 gab die Firma bekannt, dass sie ihre Aktivitäten im Internethandel und Kataloggeschäft durch den Erwerb zweier Unternehmen dieser Branchen mehr als verdoppeln will.
The Home Depot hatte nach eigenem Bekunden das Ziel, auch in den europäischen Markt einzutreten. Allerdings wurde das trotz aller Kooperationsgespräche (Anfang 2000 mit Bauhaus, außerdem wurde mit einer skandinavischen Baumarktgruppe verhandelt) bzw. Übernahmeversuche (Kingfisher Anfang 2004) bisher nicht umgesetzt.

## Unternehmen
The Home Depot betrieb zum Ende des Fiskaljahres 2021 2.317 Baumärkte in Nordamerika (USA, Kanada, Mexiko, Puerto Rico). Das Unternehmen hat über 490.000 Angestellte.
The Home Depot betreibt auch Edelbaumärkte und Anwenderläden, wie die EXPO Design Center, die Landscape Supply-Gartencenter und eine Reihe von spezialisierten „The Home Depot“-Läden.
| Jahr | Umsatz in Mrd. US-$ | Bilanzgewinn in Mrd. US-$ | Preis je Aktie in US-$ | Angestellte |
| ---- | ------------------- | ------------------------- | ---------------------- | ----------- |
| 2005 | 73,094              | 5,001                     | 29,12                  |             |
| 2006 | 77,019              | 5,838                     | 28,12                  |             |
| 2007 | 79,022              | 5,761                     | 27,10                  |             |
| 2008 | 77,349              | 4,395                     | 19,86                  |             |
| 2009 | 71,288              | 2,260                     | 20,14                  |             |
| 2010 | 66,176              | 2,661                     | 25,96                  |             |
| 2011 | 67,997              | 3,338                     | 30,95                  |             |
| 2012 | 70,395              | 3,883                     | 47,14                  |             |
| 2013 | 74,754              | 4,535                     | 66,88                  | 340.000     |
| 2014 | 78,812              | 5,385                     | 78.40                  | 365.000     |
| 2015 | 83,176              | 6,345                     | 109,03                 | 371.000     |
| 2016 | 88,519              | 7,009                     | 124,09                 | 385.000     |
| 2017 | 94,595              | 7,957                     | 151,88                 | 406.000     |
| 2018 | 100,904             | 8,630                     | 191,34                 | 413.000     |
| 2019 | 110,225             | 11,242                    | 204,99                 | 415.000     |
| 2020 | 132,110             | 12,866                    | 255,32                 | 504,800     |
| 2021 | 151,157             | 16,433                    | 407,23                 | 490.600     |